# Yarda (Ciad)
Yarda  è un comune del Ciad situato nel dipartimento di Borkou Yala, provincia di Borkou.